# Igor Pisarev
Igor Ivanovich Pisarev  (Pskov, URSS, 19 de febrero de 1931 – 2001) fue un deportista soviético que compitió en piragüismo en la modalidad de aguas tranquilas. 
Participó en tres Juegos Olímpicos de Verano entre los años 1956 y 1964, obteniendo una medalla de plata en Melbourne 1956 en la prueba de K1 1000 m. Ganó una medalla en el Campeonato Mundial de Piragüismo de 1958, y cuarto medallas en el Campeonato Europeo de Piragüismo entre los años 1957 y 1965.

## Palmarés internacional
| Juegos Olímpicos   | Juegos Olímpicos       | Juegos Olímpicos  | Juegos Olímpicos |
| Año                | Lugar                  | Medalla           | Evento           |
| ------------------ | ---------------------- | ----------------- | ---------------- |
| 1956               | Melbourne (Australia)  | Medalla de plata  | K1 1000 m        |
| Campeonato Mundial |                        |                   |                  |
| Año                | Lugar                  | Medalla           | Evento           |
| 1958               | Praga (Checoslovaquia) | Medalla de bronce | K4 1000 m        |
| Campeonato Europeo |                        |                   |                  |
| Año                | Lugar                  | Medalla           | Evento           |
| 1957               | Gante (Bélgica)        | Medalla de bronce | K1 10 000 m      |
| 1957               | Gante (Bélgica)        | Medalla de oro    | K1 4 × 500 m     |
| 1961               | Poznań (Polonia)       | Medalla de bronce | K2 10 000 m      |
| 1965               | Bucarest (Rumania)     | Medalla de plata  | K4 10 000 m      |